# Juda Iškariotski
Juda Iškariotski ili samo Juda (hebrejski: יהודה איש־קריות) bio je, prema Novomu zavjetu, jedan od dvanaestorice apostola, a poznat je po izdaji Isusa Krista. On je, prema Bibliji, za 30 srebrnjaka Isusa predao farizejima. Nakon izdaje objesio se na drvo vrste Cercis Siliquastrum, koje je kasnije prema njemu nazvano Judino drvo.
Nakon Judine smrti na njegovo je mjesto došao apostol Matija.
Juda Iškariotski danas je simbol izdaje i jedan od najomraženijih ličnosti u ljudskoj povijesti. 

## Evanđeoska ocjena
Matejev izvještaj o Posljednjoj večeri (Mt 26, 24 – 25) bilježi Kristove riječi o svojemu izdajici:
»Sin Čovječji, istina, odlazi kako je o njemu pisano, ali jao čovjeku onomu koji predaje Sina Čovječjega. Tomu bi čovjeku bolje bilo da se ni rodio nije. A Juda, izdajnik, prihvati i reče: Da nisam ja, učitelju? Reče mu: Ti kaza.«
Djela apostolska navode kako je Juda „stekao predio cijenom nepravednosti“. Odabirući Judinu zamjenu, jedanaestorica apostola govore : 
»Ti, Gospodine, poznavaoče svih srdaca, pokaži koga si od ove dvojice izabrao da primi mjesto ove apostolske službe kojoj se iznevjeri Juda da ode na svoje mjesto«.
Evanđelje po Ivanu (Iv 17, 12) donosi Isusove riječi upućene Judi tijekom njegove molitve prije uhićenja: 
»Dok sam ja bio s njima, ja sam ih čuvao u tvom imenu, njih koje si mi dao; i štitio ih, te nijedan od njih ne propade osim sina propasti, da se Pismo ispuni«

## Teološke ocjene
Razmatrajući evanđeoski odlomak (Mt 26,49) o susretu Jude i Krista u Getsemanskom vrtu, sv. Toma Akvinski navodi kako je Juda „od znaka prijateljstva napravio znak izdaje; ‘…Udarci iz ruke prijatelja dobro su mišljeni; ali su lažni cjelovi mrziteljevi’“ (Izr 27,6). Primijećuje da „kad god On [Krist] nekoga naziva prijateljem, on govori prijekorom”, dodajući da je Isisova riječ „prijatelj“ upućen Judi bila “permisivna“ riječ koju je Krist upotrijebio, kako bi potaknuo Judu na dovršetak svojega čins izdaje u skladu sa Svetim pismom. U svojoj studiji Catena Aurea, Akvinac predstavlja Origenove komentare:
»Mislim da svi izdajnici istine vole preuzeti krinku istine i koristiti znak poljupca. Kao i Juda, svi heretici nazivaju Isusa učitelju (Rabbi), i od Njega dobivaju blag odgovor. 'A Isus mu reče: Prijatelju, zašto si ovdje?'. On kaže, 'prijatelju', prekoravajući njegovo licemjerje; jer u Svetom pismu nikada ne nalazimo da se ovaj izraz obraćanja koristi za nešto dobro, pošto nalazimo odlomke koji to tvrde kao što su: 'Prijatelju, kako si ovamo ušao bez svadbenoga ruha?' (Mt 22, 12) i 'Prijatelju, ne činim ti krivo' (Mt 20, 13)«
Papa Lav Veliki, sv. Augustin, sv. Katarina Sijenska i crkvena liturgija složni su u pogledu sudbine Jude Iškariotskog. Kardinal Avery Dulles u članku pod naslovom „Stanovništvo pakla” pojašnjuje Judeinu sudbinu:
»Novi zavjet nam ne govori u puno riječi da je neka određena osoba u paklu. Ali nekoliko se izjava o Judi teško može drugačije protumačiti. Isus kaže da je sačuvao sve one koje mu je Otac dao osim sina propasti (Iv 17,12). Na drugom mjestu Isus naziva Judu đavlom (Iv 6,70), a opet o njemu kaže: 'Bilo bi bolje za tog čovjeka da se ni rodio nije' (Mt 26, 24; Mk 14, 21). (...) Teško može biti istinita izjava da je Juda među spašenima. Mnogi svetci i naučitelji Crkve, uključujući sv. Augustina i sv. Tomu Akvinskog, uzeli su kao istinu da je Juda bio osuđen. Neki crkveni oci stavljaju Neronovo ime u isto odabrano društvo, ali ne daju dugačak popis imena, kao što bi to učinio Dante.«

## Evanđelje po Judi
Godine 1970. u Egiptu je otkriven papirus iz 2. stoljeća. Taj papirus je postao poznat diljem svijeta kao Evanđelje po Judi (ili Judino evanđelje), a opisuje gore navedene događaje, ali iz perspektive drugoga Jude istog imena. Prema njemu je Juda (izdajnik) ustvari omogućio Isusu da se oslobodi tjelesnog življenja i prijeđe na drugi svijet.
Riječ je međutim o paranoidnoj tvrdnji, jer je sam Isus na Posljednjoj večeri o Judinoj Izdaji rekao: "Sin Čovječji, istina, odlazi kako je o njemu pisano, ali jao čovjeku onomu koji ga predaje. Tomu bi čovjeku bolje bilo da se ni rodio nije!" (Marko 14, 21)

## Vanjske poveznice
|  | Zajednički poslužitelj ima još gradiva o temi Juda Iškariotski |